# 卡拉沃索
卡拉沃索是委內瑞拉的城市，由瓜里科州負責管轄，位於該國北部，始建於1724年2月1日，面積138平方公里，海拔高度101米，主要經濟活動有農業和畜牧業，2007年人口153,241。
8°56′N 67°26′W / 8.933°N 67.433°W